# Brock Peters
Brock Peters (pseudoniem van George Fisher) (New York, 2 juli 1927 - Los Angeles, 23 augustus 2005) was een Amerikaans acteur. Hij is vooral bekend van de film To Kill a Mockingbird en zijn verschillende rollen in Star Trek.
Peters was van Afrikaanse en West-Indische afkomst. Hij studeerde aan de "Music and Arts High School" in New York, maar hij moest zoals ieder beginnend acteur veel bijbaantjes hebben om aan de kost te kunnen komen. In 1949 kreeg hij een rol in de toneelversie van Porgy and Bess, en zijn filmdebuut was in de film Carmen Jones uit 1954. Zijn doorbraak bij het grote publiek kwam echter pas in de film To Kill a Mockingbird uit 1962, waarin Peters de rol van Tom Robinson speelde, een zwarte man die ten onrechte beschuldigd werd van
de verkrachting van een blank meisje. Peters kreeg een nominatie voor een Tony Award voor zijn Broadway-rol in Lost in the Stars.
In zijn latere jaren speelde Peters enkele rollen in "Star Trek". Zo speelde hij in Star Trek IV: The Voyage Home en Star Trek VI: The Undiscovered Country de rol van admiraal Cartwright en in Star Trek: Deep Space Nine speelde hij Joseph Sisko, de vader van kapitein Benjamin Sisko.
Peters overleed op 78-jarige leeftijd aan alvleesklierkanker.